# Australolinyphia
{{descrição curta|Género de aranhas}

Australolinyphia é um gênero de aranhas da família Linyphiidae descrito em 1976.